# 大徳村
大徳村（だいとくむら）は、愛知県中島郡にかつてあった村である。
現在の一宮市西部（旧・尾西市）に該当する。

## 歴史
- 1872年（明治5年） - 今村が北今村に改称する。
- 1889年（明治22年）10月1日 - 冨田村、北今村、西萩原村、蓮池村、西五城村、東五城村が合併し、大徳村が発足。
- 1906年（明治39年）5月10日 - 分割され、廃止。
  - 大徳村の南部（西萩原・蓮池）は玉野村、上祖父江村、明地村、祐賀村と合併し、朝日村発足。
  - 大徳村の北部（冨田・北今・西五城・東五城）は起町、三条村、小信中島村と合併し、起町発足。